# ليوك اموس
ليوك اموس (بالإنجليزية: Luke Amos)‏ (23 فبراير 1997 في المملكة المتحدة - ) هو لاعب كرة قدم بريطاني في مركز الوسط.

## روابط خارجية
- ليوك اموس على موقع قاعدة بيانات كرة القدم.إي يو (الإنجليزية)
- ليوك اموس على موقع Soccerbase.com (لاعب) (الإنجليزية)
- ليوك اموس على موقع Soccerway.com (الإنجليزية)
- ليوك اموس على موقع عالم كرة القدم.نت (الإنجليزية)
- ليوك اموس على موقع AS.com (الإسبانية)